# ماثيو كارناهان
ماثيو كارناهان (بالإنجليزية: Matthew Carnahan)‏ هو منتج أفلام وكاتب سيناريو ومخرج أمريكي، ولد في 6 فبراير 1961.

## وصلات خارجية
- ماثيو كارناهان على موقع IMDb (الإنجليزية)
- ماثيو كارناهان على موقع ألو سيني (الفرنسية)
- ماثيو كارناهان على موقع أول موفي (الإنجليزية)
- ماثيو كارناهان على موقع قاعدة بيانات الأفلام السويدية (السويدية)
- ماثيو كارناهان على موقع قاعدة بيانات الفيلم (الإنجليزية)
- ماثيو كارناهان على موقع كينوبويسك (الروسية)